# Astane-ye Aschrafiye (Verwaltungsbezirk)
Astane-ye Aschrafiye (persisch شهرستان آستانه اشرفیه) ist ein Schahrestan in der Provinz Gilan im Iran. Er enthält die Stadt Astane-ye Aschrafiye, welche die Hauptstadt des Verwaltungsbezirks ist.

## Kreise
- Zentral (بخش مرکزی)
- Kiaschahr (ببخش کیاشهر)

## Demografie
Bei der Volkszählung 2016 betrug die Einwohnerzahl des Schahrestan 108.130. Die Alphabetisierung lag bei 84 Prozent der Bevölkerung. Knapp 55 Prozent der Bevölkerung lebten in urbanen Regionen.
| Zensusjahr | Einwohnerzahl |
| ---------- | ------------- |
| 2011       | 105.526       |
| 2016       | 108.130       |